# Phablet
Phablet (din limba engleză phablet), este un termen informal pentru dispozitivele mobile cu ecrane tactile între 5,1 (130 mm) și 7 țoli (180 mm). Denumirea vine prin împerecherea cuvintelor phone și tablet. Phableta combină caracteristicile unui smartphone și tabletă.  

## Istoric
Primul phablet a fost AT&T EO 440, lansat în 1993. Alte dispozitive considerate phablete au fost: 
- HTC Advantage, în 2007
- Verizon Hub, în 2009
- Dell Streak, lansat pe 4 iunie 2010
- Dell Streak 7, în 2011
- Samsung Galaxy Player 5, și Samsung Galaxy Note (N7000 în Europa), prezentate în 2011.[3][4][5]

Conform unor estimări furnizate de către analiștii de la International Data Corporation (IDC), phabletele ar putea reprezenta până în 2019, 59% din cotele de piață cu 1,5 miliarde de dispozitive.

## Avantaje și dezavantaje
Probabil cel mai mare avantaj al unei phablete este ecranul generos, care face textul mult mai ușor lizibil și permite urmărirea de video HD, jocuri video și imagini digitale fără a pierde detalii importante. 

Dimensiunea mai mare a carcasei permite adăugarea unui acumulator mai puternic, de peste 4000 mAh. Spațiul interior mai mare înseamnă de asemenea, și componente mai performante răcite mai bine, mai mulți conectori, cameră duală pe spate. 
Primul dezavantaj major este cauzat tot de dimensiunea ecranului, ce crește șansele de a se deteriora, apoi un confort mai mic la transport datorită greutății și volumului mai mare.

## Exemple de phablete

Apple iPhone X - 5.8" (15 cm)
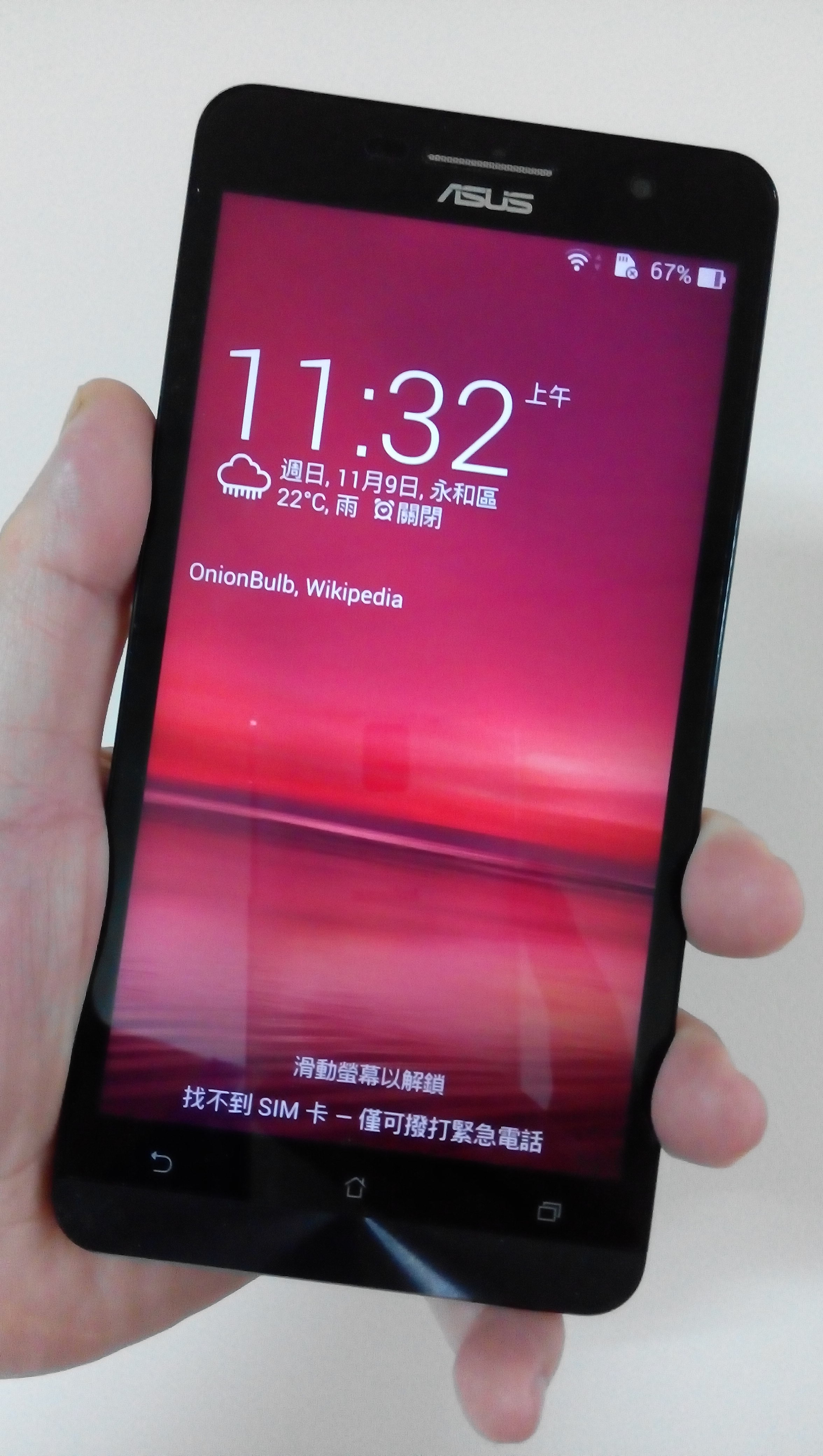
ASUS Zenfone 6 - 6.0" (15 cm)
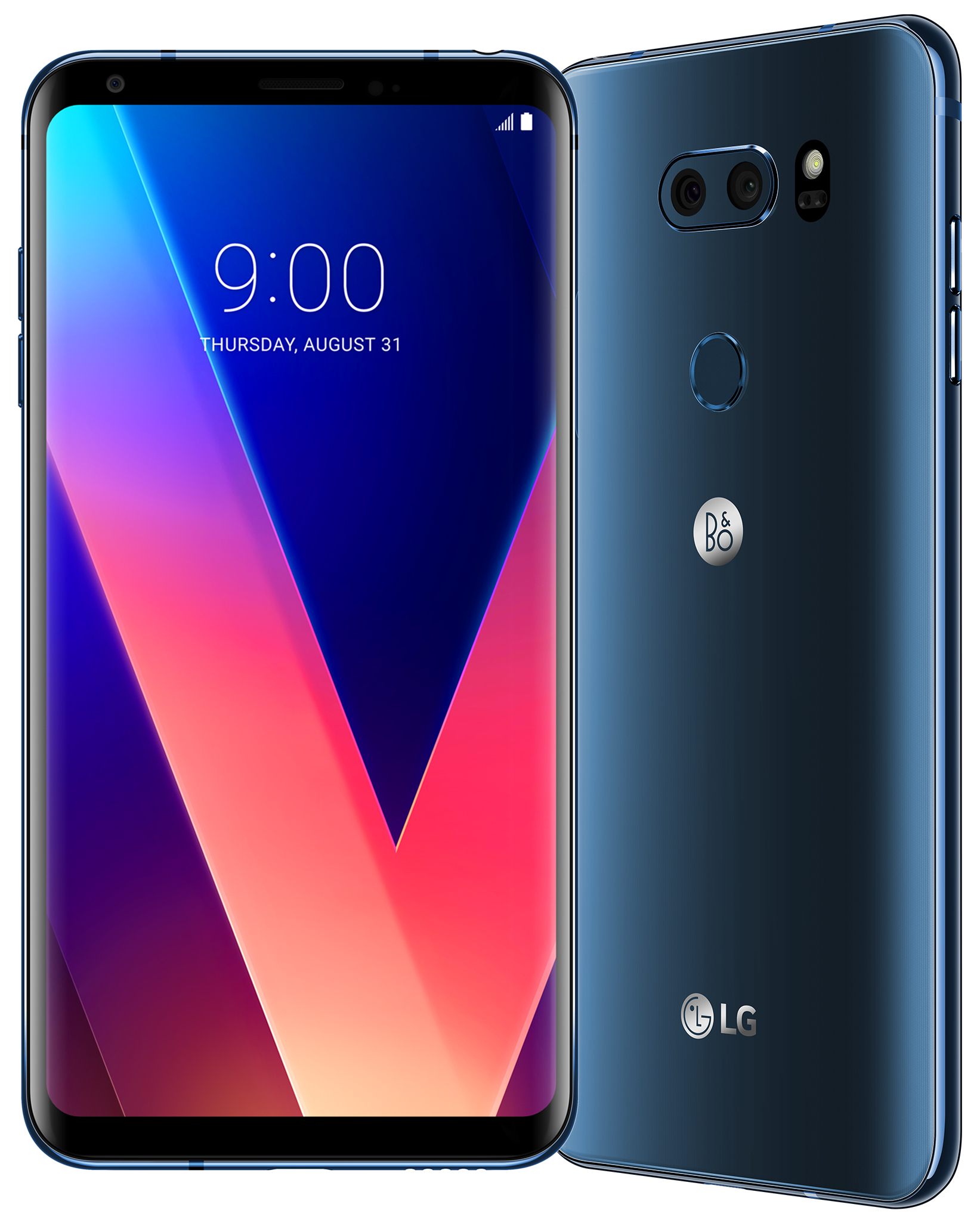
LG V30 - 6.0" (15 cm)
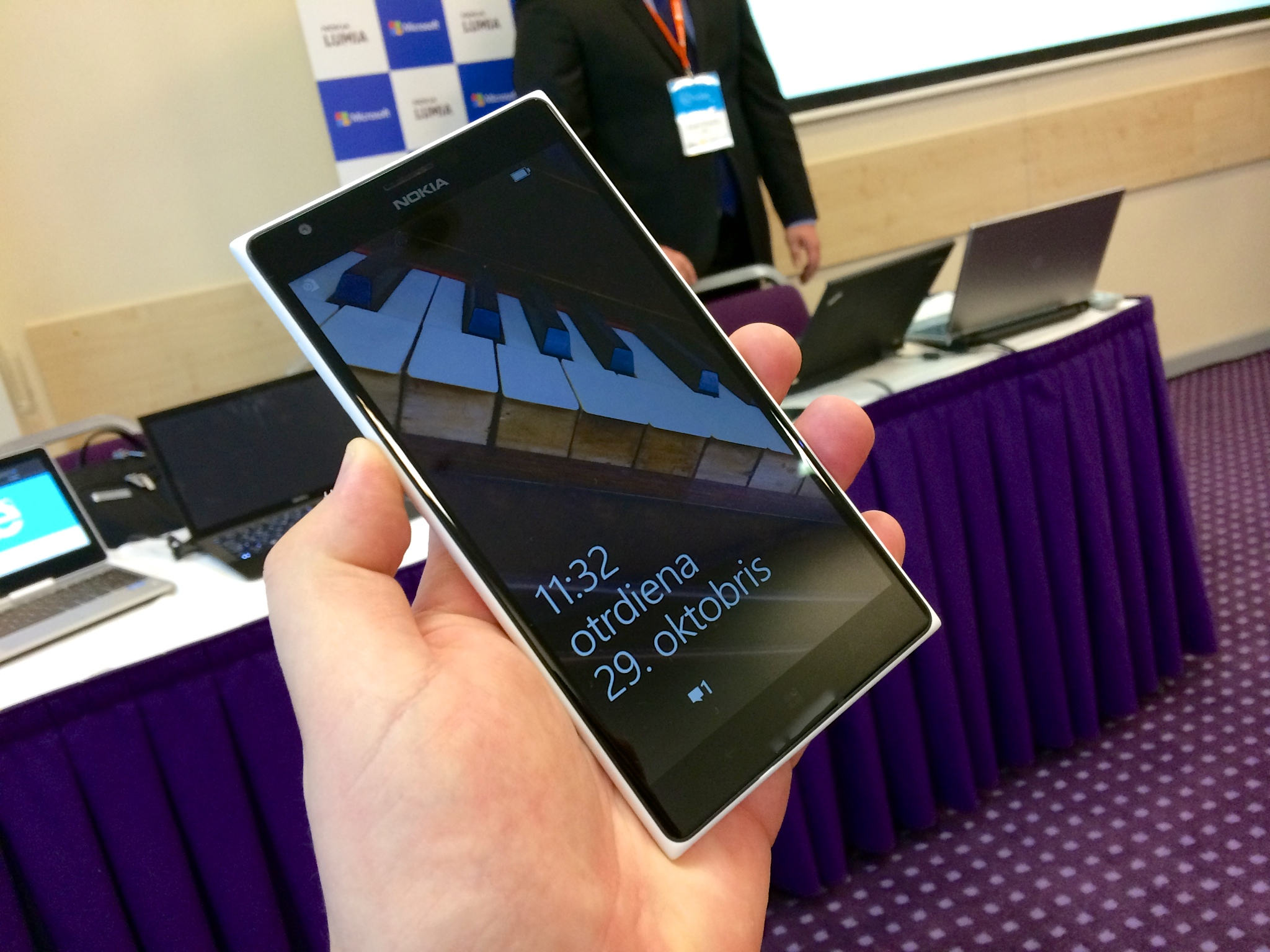
Nokia Lumia 1520 - 6.0" (15 cm)
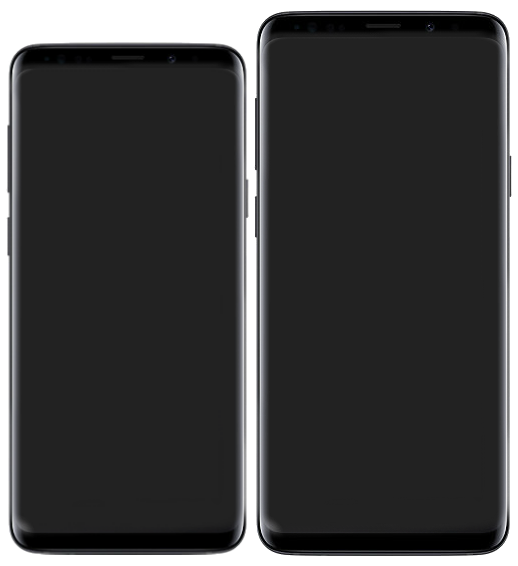
Samsung Galaxy S9 - 5.8" (15 cm) și Galaxy S9 plus - 6.2" (16 cm)
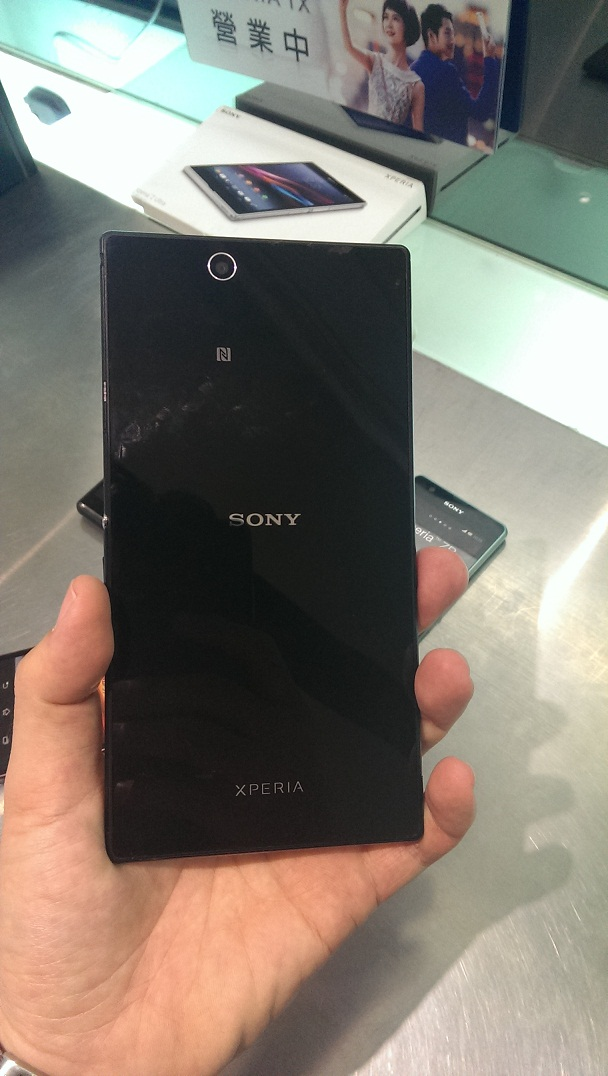
Sony Xperia Z Ultra - 6.4" (16 cm)